# 五社神社 (朝日村)
五社神社(ごしゃじんじゃ)は、長野県東筑摩郡朝日村に鎮座する神社である。

## 概要
五社神社は、朝日村西洗馬に鎮座し、この西洗馬区の産土神である。1878年（明治11年）に近くの天狗社、社宮司社、そして境内社の浅間社、天王社を合祀した。それまでは、諏訪大社下社所管の諏訪神社だったとされる。本殿は延享2年(1745年)に、諏訪の宮大工・渡辺元右衛門によって建てられた一間社流造りである。社宝には奈良時代のものとされる鉄鐸と、木製の翁面がある。5月5日の例祭は、拝殿横の御輿倉から御輿が出され、西洗馬(原新田、下洗馬、三ヶ組、上組、双葉)のいずれかの1地区を、1年に1回子供たちによって担がれ回される。また、拝殿前の土俵で奉納相撲が地区の子供たちによって行なわれる。

## 祭神
- 南宮大明神
- 伊予彦大明神
- 天津彦彦火瓊々杵尊
- 天香語山命
- 金山彦命

## 例祭
- 例大祭5月5日
- 歳旦祭1月3日
- 祈年祭3月
- 新嘗祭・七五三11月

## 交通アクセス
- 朝日村営バス　広丘駅から：A・C・Dルートを利用、西洗馬公民館下車徒歩5分。
- 塩尻市地域振興バス　塩尻駅から：洗馬線を利用、旧原口郵便局前下車徒歩40分。

## 周辺
- 光輪寺
- 古川寺
- 武居城趾